# Liste von Persönlichkeiten aus Peccia
Diese Liste enthält in Peccia geborene Persönlichkeiten und solche, die in Peccia ihren Wirkungskreis hatten, ohne dort geboren zu sein. Die Liste erhebt keinen Anspruch auf Vollständigkeit.

## Persönlichkeiten
(Sortierung nach Geburtsjahr)
- Paolo Bagnato (* um 1660 in Peccia; † 1704 in Speyer) (Bürgerort Peccia), Baumeister. kam er zwischen 1688 und 1691 nach Landau in der Pfalz, wo unter dem französischen Ingenieur Sébastien Le Prestre de Vauban die Festung Landau gebaut wurde. Er starb in Speyer. Seine Frau blieb mit den drei Kindern in dieser Stadt (gestorben 1735)[1]

- Dominique Martinetti (* 15. April 1739 in Peccia; † 2. Mai 1808 in Freiburg im Üechtland), Holzbildhauer, tätig in Freiburg und Montbovon Künstler und Vergolder von Orgelgehäusen. Er kommt 1764 nach Freiburg (Bürger 1771) und schuf Dekorative Skulpturen für Kircheninnenräume und Fassaden von Privathäusern und Schlössern in Montbovon[2]
- Emilio Rotanzi (* 1868 in Peccia; † 14. Mai 1900 in Lugano), Professor und Schulinspektor, Verfasser von Schulbüchern[3]

- Künstlerfamilie Patocchi.[4]
  - Giovan Pietro Patocchi (* um 1770 in Peccia; † 1833 in Colmar), Militär, Oberst im Dienste Napoleons, an dessen sämtlichen Feldzügen er teilgenommen haben soll; Syndic von Colmar[4]
  - Giuseppe Patocchi (1822–1891), Politiker, Tessiner Grossrat und Nationalrat
  - Michele Patocchi (1837–1897), Tessiner Grossrat und Staatsrat
  - Remo Patocchi (* 24. Januar 1876 in Bellinzona; † 31. August 1953 in Faido), Sohn des Michele, Maler, Landschaftsmaler[4][5]
  - Luigi Patocchi (* um 1880? in Peccia; nach 1919 † in Basel), Vater von Aldo, PTT-Angestellten, Sekretär des Schweizerischen Eisenbahnerverbands und Nationalrat[6]